# Порфиробластическая структура
Порфиробластическая (или порфиробластовая) структура — строение горных пород — неравномерно-зернистая структура метаморфических горных пород в которых значительные по размерам выделения минерала (порфиробласты) расположены в мелкозернистой основной массе при этом все минералы кристаллизовались одновременно и крупность зерна обусловлена только способностью минерала к росту.